# Az-Záhir Huskadam egyiptomi szultán
Az-Záhir Huskadam, azaz Szajf ad-Dín Abu Szaíd Huskadam an-Násziri al-Muajjadi (1413 körül – Egyiptom, Kairó, 1467. október 9.) az egyiptomi cserkesz (elterjedt, de pontatlan elnevezéssel burdzsi) mamlúkok tizenötödik szultánja volt (uralkodott 1461. június 22-től haláláig). Teljes titulusa al-Malik az-Záhir, melynek jelentése „a fényességes király”.

## Útja a trónig
Származását tekintve rúmi (azaz bizánci vagy anatóliai) volt. Nevében az an-Násziri és az al-Muajjadi tag arra utal, hogy először egy Nászir ad-Dín nevű kereskedő vásárolta meg, akitől al-Muajjad Sajh szultán (1412–1421) szerezte meg, hogy katonává képezze ki. Fokozatosan emelkedett a ranglétrán: előbb az uralkodói testőrség tagja, majd pohárnok, végül emír lett. Al-Asraf Ínál (1453–1461) alatt sikeres hadjáratokat vezetett Kilikiában a Karamánidák ellen, illetve felmentette Malatyát az Uzun Haszan vezette Akkojunlu támadásától.
Ínál utódja és fia, al-Muajjad Ahmad (1461) rövid uralkodása idejére atabéggé nevezték ki, ami a legmagasabb rangnak számított, bár pontosan meghatározott hatáskör nem járt hozzá. 1461 nyarán két rivális mamlúkfrakció, a Dzsánim al-Asrafi damaszkuszi kormányzó vezette, al-Asraf Barszbájhoz (1422–1438) kötődő asrafijja, valamint az az-Záhir Dzsakmak (1438–1453) idején felemelkedő, Dzsánibak az-Záhiri vezette záhirijja úgy állapodott meg, hogy Dzsánim hatalomátvételéig az egyik táborhoz sem tartozó, ráadásul származása miatt is bázistalan Huskadamot helyezik trónra. Ennek megfelelően ellenállás nélkül bevették a citadellát, Ahmad szultánt Alexandriába vitték és bebörtönözték, és Huskadamra esküdtek fel. Ő lett az első olyan szultán, aki már nem az-Záhir Barkúk, az első cserkesz szultán háznépéhez tartozott.

## Uralkodása
Amennyiben a rivális frakciók arra számítottak, hogy Huskadamot könnyen leválthatják, tévedtek. Dzsánibak davádári titulust kapott, a Kairó közelébe érkező Dzsánim pedig bőséges ajándékokért cserébe felesküdött az új szultánra, és visszatért Damaszkuszba július folyamán. Még novemberben leváltották, és ő jobbnak látta a rivális Ak Kojonlu területére menekülni, Uzun Haszanhoz. (Innen a következő évben betört Szíria területére, de eredménytelenül, és a következő télen meggyilkolták száműzetésében.) 1463 augusztusában Huskadam kivégeztette Dzsánibakot, így letörte mindkét, trónjára potenciális veszélyt jelentő csoportosulást – igaz, a záhiriták elleni leszámolási kísérlet megbékéléssel végződött, mert Huskadam saját mamlúkjai körében is szervezkedés kezdődött, így a szultán – a később egyébként trónt szerző – Káitbej az-Záhiri közvetítésével megállapodott velük, és visszaszolgáltatta az addig elkobzott vagyonukat.
Uralkodása egyéb tekintetben nem volt kiemelkedő. Több, rabló-fosztogató beduin törzsek elleni hadjáratról van információnk Huskadam korából: a buhajrai Labíd törzs, a felső-egyiptomi havvárák és a mekkai zarándoklat útvonalát veszélyeztető, Eilat környékén élő Ukba törzs ellen egyaránt büntetőexpedíciókat kellett indítania a szultáni seregnek. Huskadam kormányzatának nagyobb külső fenyegetéssel nem kellett számolnia, bár a határvidékeken kisebb vereségeket volt kénytelen elkönyvelni. Az 1458-tól tartó ciprusi trónviszály 1463-ban végül a szultán által támogatott II. Jakab győzelmével ért véget, bár Jakab 1464-ben elfoglalta a közvetlen mamlúk ellenőrzés alatt álló Famagusta erődjét. 1465-ben az anatóliai határvidéken, a hűbéres Elbisztánban kezdődött trónviszály a dulkadrida dinasztiában, amelyben a térségben dinamikusan erősödő Oszmán Birodalom Sáh Szuvárt, míg Huskadam helyi (aleppói, hamái és tripoli) erői fivéreit, Sáh Budakot és Rusztumot támogatták. Mivel Sáh Szuvár diadalmaskodott, 1467-ben, röviddel halála előtt Huskadam parancsot adott egy elbisztáni hadjárat megindítására, ami csak jóval később indult meg a trónváltások miatt.
Az előkelőségek röviddel Huskadam halála előtt kijelölték utódját, Sajh egy másik mamlúkját, Jalbájt, aki halála után vette át a trónt – igaz, csak rövid időre.